# Janine Andrade
Janine Andrade   (Besançon, 13 de novembre de 1918 - Levallois-Perret, 24 d'octubre de 1997) fou una violinista francesa.
Janine Andrade va néixer a Besançon, d'una mare pianista que la va introduir en la música. Va demostrar una facilitat per al violí a partir dels set anys i va obtenir el primer premi del Conservatori de París per aquest instrument. Va comptar sobretot amb els professors Jules Boucherit, Carl Flesch i Jacques Thibaud. Després va fer una carrera com a solista, breument interrompuda durant la Segona Guerra Mundial, fent gires pel Japó, Sud-àfrica i Amèrica del Sud. Després d'un greu Accident vascular cerebral el 1972 es va trobar paralitzada i silenciosa, aturant així tota activitat fins a la seva mort. Va passar els darrers anys de la seva vida a residències d'avis.
Va ser originalment o va participar en un CD de concerts per a violí Mozart amb l'Orquestra Gewandhaus de Leipzig, va ser publicat pel segell Berlin Classics, va produir un àlbum d'enregistraments de sonates per a violí de César Franck, Gabriel Fauré i Franz Schubert aparegut al Meloclàssic de 1958-1960.